# Карликова зоря
Ка́рликова зоря́ — позначення деяких класів зір невисокої світності. Вперше термін вжив 1906 року данський астроном Ейнар Герцшпрунг, коли помітив, що червоні зорі — класифіковані K та M за Гарвадською спектральною класифікацією — можна поділити на дві групи: вони або набагато яскравіші, або набагато тьмяніші за Сонце. Для розрізнення цих двох груп, він назвав їх зорями-«гігантами» та зорями-«карликами» (англ. dwarf — «гном») відповідно.
Пізніше вживання терміна «карлик» розширилось, і нині включає:
- карликова зоря або карлик (без позначення кольору) здебільшого означає будь-яку зорю головної послідовності, V класу світності.
  - червоні карлики — зорі головної послідовності з низькою масою.
  - жовті карлики — (карликові) зорі головної послідовності G з масами, близькими до маси Сонця.
  - помаранчеві карлики — зорі головної послідовності класу K.
- блакитний карлик — це гіпотетичний клас зір з невеликою масою, температура яких зростає в міру наближення до кінця їхнього існування на головній послідовності. Вважається, що така зоря еволюціонує з червоного карлика у блакитного карлика і далі — у білого карлика.
- білий карлик — це зоря, яка складається з речовини у виродженому стані. Вважається кінцевою стадією еволюції зір, недостатньо масивних для колапсу в нейтронну зорю чи наднову II типу — тобто, зір з масою менше приблизно 9 мас Сонця.
  - чорний карлик — це білий карлик, який достатньо охолонув, щоб припинити будь-яке випромінювання у видимому діапазоні.
- коричневий карлик — це «недозоря», об'єкт недостатньо масивний, щоб запустити реакцію спалення водня на гелій, але достатньо масивний, щоб спалювати дейтерій чи літій — масою менше близько 0,08 маси Сонця та більше ніж бл. 13 мас Юпітера.